# 火山作用

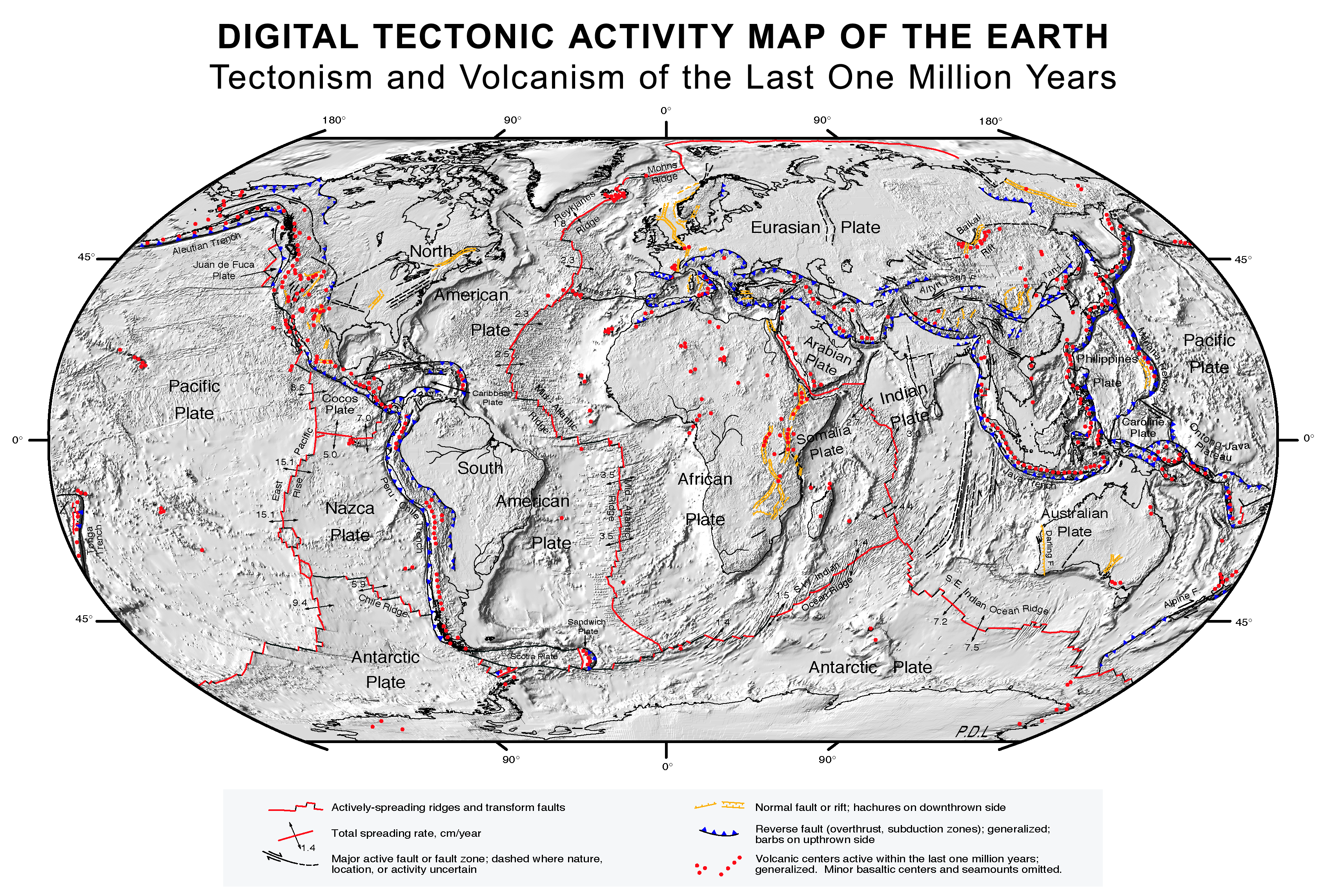
在这张地球板块构造论的地图上，各火山的地点分别由红点标记

火山作用（英語：Volcanism，也可拼寫為Vulcanism，或是volcanicity）是熔融岩石（岩漿）噴發到地球，或固體行星或是衛星表面的現象，其中熔岩、火山碎屑岩、和火山氣體通過表面稱為裂口的地方噴發。
這種作用包括所有由星體的地殼或地幔內部的岩漿上升，穿過地殼，並在地表形成火山岩的現象。岩漿抵達地面後，會凝固，形成噴出式的地貌。

## 火山活動

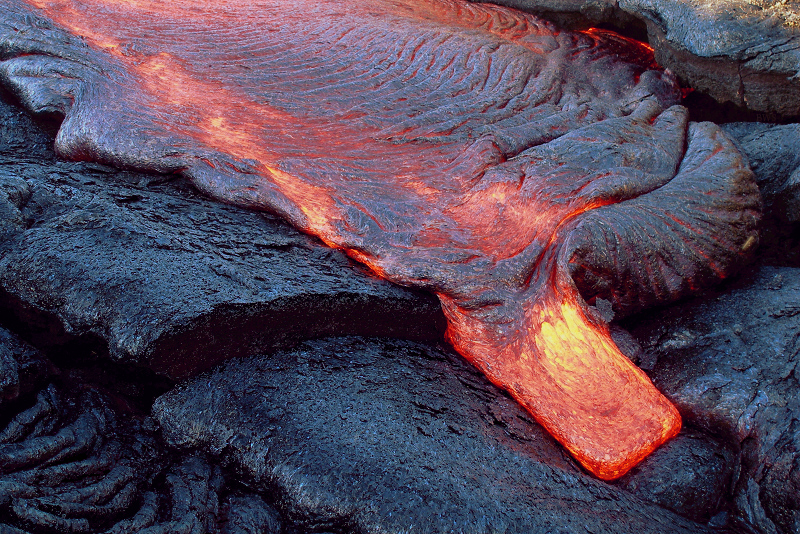
位於夏威夷的基拉韋亞火山，非黏性岩漿經溢流式噴發而流淌的狀況。

來自地幔或是更低地殼的岩漿，通過地殼上升到地表。當岩漿到達地表時，其表現將取決於熔岩的粘度。粘性（厚重）岩漿會產生噴發性的火山，而非粘性（流淌的）岩漿會產生溢流式噴發，會有大量熔岩流向地表。
在某些情況下，上升的岩漿會在還沒到達地表時就會冷卻和凝固。冷卻和凝固的火成岩在地殼內結晶，形成侵入火成岩。當岩漿冷卻結晶時，其中的化學物會與岩漿主體分離（通過稱為分離結晶的過程），剩下較少的化學物在岩漿緩慢凝固時發生演化。新的原始岩漿注入可再激活有更多含有演化化學物的岩漿生成，成為粘稠的岩漿，最後會導致噴發。

## 火山作用驅動力

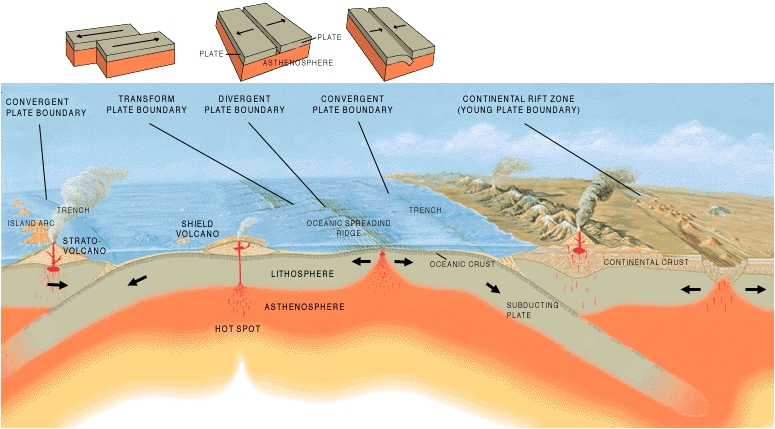
三種不同形式的板塊邊緣：分離板塊邊緣、聚合板塊邊緣、錯動型板塊邊緣。

地幔中的熱對流引起熔岩運動，加上地球表面地殼均衡變化（侵蝕作用、堆積作用，甚至是小行星撞擊和後冰期回彈）驅動板塊構造運動，最終發生火山作用。

## 火山作用不同面向

### 火山
1. 大岩漿房
2. 基岩
3. 通道
4. 地表
5. 岩床
6. 岩脈
7. 火山灰積層
8. 側面
9. 火山流出的熔岩
10. 火山喉部
11. 寄生火山錐
12. 熔岩
13. 裂口
14. 火山口
15. 雲狀火山灰

複式火山橫切面示例（垂直表度有作誇大）:

所謂火山，是岩漿抵達地球表面的地方，火山類型取決於噴發的位置和岩漿的稠度。

### 侵入
1. 岩蓋
2. 小岩脈
3. 火成侵入體/岩磐
4. 岩脈
5. 岩床
6. 管道/火山栓
7. 岩盆

入侵體形式:

侵入火成岩是岩漿在既有岩石之間推擠所形成，會以岩磐、岩脈、岩床、和層狀侵入岩的形式呈現。

### 地震
地震通常與板塊構造活動有關，但有些地震是由火山活動所引起（但火山活動本身最終也由板塊活動所驅動）。

### 海底熱泉
海底熱泉是水與火山相互作用而形成。在陸地的形式有間歇泉、火山噴氣孔、溫泉、和泥溫泉，這些經常被用作地熱能的來源。

### 火山冬天
火山爆發所排放的氣體和火山灰對地球氣候有顯著影響。大型噴發與一些重大的氣候變遷事件有密切關係。

## 岩石形成
岩漿冷卻後，會凝固而形成岩石。不同的岩漿化學成分和冷卻速度會形成不同的岩石。岩漿到達地表後成為熔岩，然後迅速冷卻，產生具有小晶體的岩石（例如玄武岩）。有些岩漿因為冷卻極快而形成火山玻璃（不含晶體的岩石，例如黑曜岩）。一些被困在地表之下的薄型侵入岩漿，比暴露於地表的岩漿冷卻得更慢，形成具有中等晶體的岩石。大量被困在地表之下的岩漿，冷卻最慢，形成的岩石具有較大的晶體（例如花崗岩和輝長岩。
既有岩石與岩漿接觸後，會被熔化而同化成岩漿，而與岩漿相鄰的其他岩石可能會受到熱量和逸出或外循環熱液系統的影響，而發生接觸變質作用或交代作用。

## 其他星體的火山作用
火山作用不僅在地球發生，而且被認為會發生於任何具有固體地殼和流體地幔的星體上。在歷史上任何時點曾發生過火山活動的星體上，應該都可找到火山作用的證據。在太陽系的某些星體確實可清楚觀察到火山，例如在火星等星體上的山體形狀顯然是古老火山（最著名的是奧林帕斯山），但在木衛一上觀察到的則是實際持續的噴發。科學家們在2014年發現在月球上有70條熔岩流，是在過去1億年內所形成。

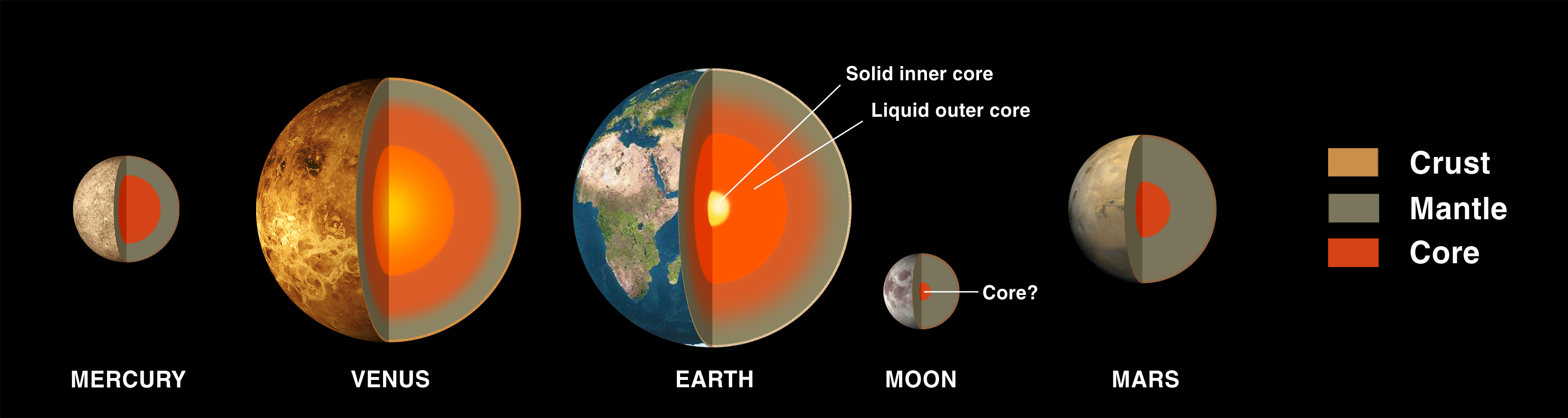
類地行星的內部結構。

## 外部連結
- . G. J. Hudak, University of Wisconsin Oshkosh, 2001.   [2010-05-07]. （原始内容存档于2015-12-19）.
- Crumpler, L. S., and Lucas, S. G.  (PDF). Volcanology in New Mexico. New Mexico Museum of Natural History and Science Bulletin. 2001, 18: 5–15  [2010-04-28]. （原始内容 (PDF)存档于2007-03-21）.